# دیدار (مجموعه تلویزیونی)
دیدار یک مجموعه تلویزیونی محصول سال ۱۳۸۷ به کارگردانی، نویسندگی و تهیه‌کنندگی سیدجواد هاشمی می‌باشد که از شبکه سه پخش شد. این مجموعه در ۱۳ قسمت تهیه شد.
حمید نوجوان سیزده ساله ای است که از روی کنجکاوی در زیرزمین خانه لباس خون آلودی که جای گلوله دارد را پیدا می‌کند. حس کنجکاوی او در یافت این پیراهن سرآغاز اتفاقات و ماجراهای تازه ای می‌شود که …

## بازیگران
- سیدجواد هاشمی
- مهران رجبی
- آتش تقی‌پور
- ابوالفضل همراه
- احمد ایراندوست
- ارژنگ امیرفضلی
- سولماز آقمقانی
- عزت‌الله رمضانی‌فر
- علی صالحی
- غلامحسین لطفی
- مهدی عطاران رضایی
- نسرین مقانلو
- محمدعلی کیانی
- مجید اکبری
- محمدرضا زادسرور
- سوگند قلی‌زاده
- محمد اسماعیلی
- سینا احمدی‌نشاط
- یوسف طاهریان